# Residenset i Härnösand
Residenset är en byggnad vid Stora Torget i Härnösand, som inrymmer bostads- och representationslokaler för landshövdingen i Västernorrlands län. Byggnaden förvaltas av Statens fastighetsverk och är ett statligt byggnadsminne sedan 25 januari 1935.

## Historia
Ritningar till ett nytt länsresidens, sedan Härnösand blivit residensstad, upprättades av slottsarkitekten Olof Tempelman år 1784 och godkändes av Gustav III året därpå. År 1790 stod byggnaden klar. Efter att ha varit hårt nedslitet i början av 1900-talet (landshövdingen tvingades bo på annat håll) genomfördes en grundlig upprustning åren 1928–29. År 2000 var det dags för en ny upprustning, som var färdig ett år senare.